# 청주시의 지질

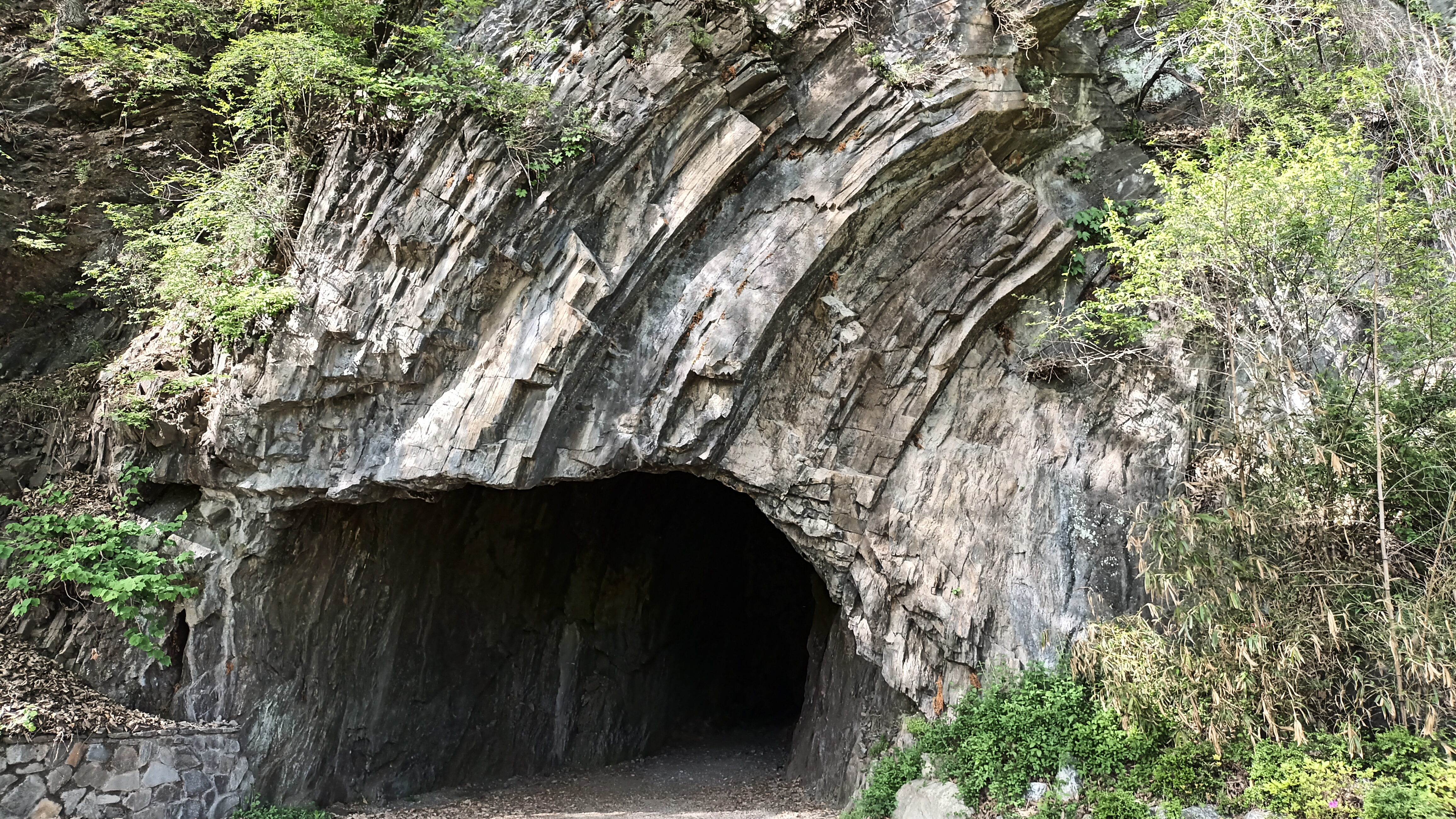
옥천 누층군 창리층에 발달한 옥화9경 청석굴 동굴 전경

본 문서에서는 충청북도 청주시의 지질과 옥화9경 청석굴, 옥화대 등 지질유산에 대해 설명한다.

## 개요
충청북도 청주시는 경기 육괴와 옥천 습곡대의 경계에 위치해 있다. 청주시를 북동-남서 방향으로 가로지르는 공주 단층을 경계로 북서부에는 선캄브리아기 편마암이, 남동부에는 중생대 대보 화강암류가, 상당구 지역에는 옥천 습곡대의 변성퇴적암 옥천 누층군이 분포한다. 
1:5만 지질도 상으로
- 병천 지질도폭(1989) 남동부[2]
- 증평 지질도폭(1971) 남서부[3]
- 청주 지질도폭(1974) 북동부[4]
- 미원 지질도폭(1980) 북서부[5]
- 보은 지질도폭(1977) 북서부[6]

에 해당한다.

## 선캄브리아기·시대 미상
경기 육괴에 속하는 청주시 북서부 오송읍, 옥산면, 오창읍 지역에는 흑운모 편마암이 소규모 분포한다. 청주시 상당구 남이면, 문의면 일부 지역에는 화강암 가운데에 흑운모 편암이 고립적으로 분포한다. 

### 흑운모 편마암
흑운모 편마암은 경기 육괴에 해당하는 공주 단층 북서부, 청주시 흥덕구 오송읍 상봉리, 공북리, 상정리, 옥산면 동림리, 금계리, 환희리, 호죽리, 청원구 오창읍 용두리, 복현리, 원리 지역에 분포하고 천안시, 공주시 지역으로 연속된다. 이 편마암은 엽리의 발달이 뚜렷하며 곳에 따라 석영, 장석 등으로 구성된 우백질 부분과 주로 흑운모로 된 유색 부분이 교호하는 전형적인 호상 편마암이며 호상 구조는 곳에 따라 뚜렷한 미습곡 구조를 형성한다. 편마암 내에는 지역적으로 편리 구조가 있는 편암과 안구상 및 반상 변정 편마암이 포함되며, 엽리의 방향과 평행하게 규암과 석회규산염암이 나타난다. 흑운모 편마암의 엽리는 대체로 주향 북동 30~50°, 경사 북서 50~70° 정도이나 오창읍 화산리 지역의 반상 화강암 인접부에서는 남동쪽으로 경사한다.

### 흑운모편암
청주시 상당구 남이면, 문의면 일부 지역에는 흑운모 편암이 쥐라기 화강암 사이에 포획되어 고립적으로 분포한다. 주로 석영, 사장석, 흑운모, 백운모 등으로 구성되며 화강암의 관입으로 편리가 교란되어 있다.

## 옥천 누층군
옥천 누층군은 그 이름처럼 옥천군에서 이름이 유래되었으며 제천시에서 충주시, 괴산군, 보은군, 옥천군, 대전광역시, 금산군, 논산시를 거쳐 완주군에 이르기까지 분포하는 옥천 변성대의 변성퇴적암 지층이다. 대전광역시 내에서는 동구와 남구에 분포한다.
옥천 누층군은 옥천 습곡대에 발달하는 변성퇴적암 지층으로, 심한 변형 작용을 받아 화석이 거의 없고 구조적 해석이나 방사능 절대연령 측정도 어려워 아직까지도 그 형성 시기와 조선 누층군과의 관계가 명확하게 밝혀지지 않았다. 옥천 누층군의 퇴적 시기에 대해서는 선캄브리아기라는 주장과 캄브리아기 이후라는 두 가지 주장이 대립하고 있다. 충주(1965), 황강리(1965), 제천(1967) 지질도폭에서 옥천 누층군은 시대 미상의 암석으로 분류되었으나, 장기홍(1972)은 충주시의 향산리 돌로마이트질 석회암층에서 고배류(古盃類; Archeocyatha) 화석을 발견하였고 이에 따라 계명산층을 선캄브리아기로, 향산리 돌로마이트층, 대향산 규암층, 문주리층 및 창리층을 조선 누층군에 대비하였으며 이재화 외(1989)는 황강리층에서 오르도비스기에 해당하는 코노돈트 화석을 발견하여 적어도 옥천 누층군의 일부는 고생대에 해당한다는 주장도 제기되었다. 클루젤 외(1991, 1992)는 옥천 누층군과 조선 누층군의 지층들은 동일 시대의 지층으로, 두 누층군의 암상의 차이는 분지의 깊이에 따른 횡적 퇴적상의 변화(lateral equivalent)로 보았다.
| 지질시대                        | 충주 지질도폭 (1965)                         | 김옥준 (1968)                                         | 손치무 (1970) | 손치무 (1970)                                          | Reedman et al.(1973) | Reedman et al.(1973)                                  | Lee (1974)                               | Chough & Bahk (1992)                            | Lee (1995) | Lee (1995)                                   | 이민성 외 (1998)                             | 임순복 외 (2005, 06, 07)   | 최덕근 외 (2012) | 최덕근 외 (2012)                         |
| ------------------------------- | -------------------------------------------- | ----------------------------------------------------- | ------------- | ------------------------------------------------------ | -------------------- | ----------------------------------------------------- | ---------------------------------------- | ----------------------------------------------- | ---------- | -------------------------------------------- | -------------------------------------------- | -------------------------- | ---------------- | ---------------------------------------- |
| 트라이아스기                    | -                                            | -                                                     | -             | -                                                      | -                    | -                                                     | 황강리층                                 | -                                               | -          | -                                            | -                                            | -                          | -                | -                                        |
| 페름기 석탄기 데본기 실루리아기 | 문주리층 황강리층 명오리층 북노리층 서창리층 | -                                                     | 옥천층군      | 황강리층 운곡리층 서창리층 문주리층 미원층 대향산 규암 | -                    | -                                                     | -                                        | 문주리층 황강리층 한수 석회암 명오리층 북노리층 | -          | -                                            | 문주리층 황강리층 명오리층 북노리층 서창리층 | E 층 비봉층 C 층 B 층 A 층 | -                | -                                        |
| 페름기 석탄기 데본기 실루리아기 | 문주리층 황강리층 명오리층 북노리층 서창리층 | -                                                     | 충주층군      | 대향산층 계명산층                                      | -                    | -                                                     | -                                        | 문주리층 황강리층 한수 석회암 명오리층 북노리층 | -          | -                                            | 문주리층 황강리층 명오리층 북노리층 서창리층 | E 층 비봉층 C 층 B 층 A 층 | -                | -                                        |
| 오르도비스기 캄브리아기         | 조선계 고운리층                              | 조선 누층군                                           | 조선 누층군   | 조선 누층군                                            | 충주층군             | 삼태산층 계명산층 대향산층                            | 문주리층 대향산 규암 향산리 돌로마이트층 | 서창리층 계명산층 향산리 돌로마이트층 대향산층  | 덕평층군   | 명오리층 내사리층 황강리층 구룡산층 화전리층 | 고운리층 조선 누층군                         | F 층 황강리층              | -                | -                                        |
| 오르도비스기 캄브리아기         | 조선계 고운리층                              | 조선 누층군                                           | 조선 누층군   | 조선 누층군                                            | 충주층군             | 삼태산층 계명산층 대향산층                            | 문주리층 대향산 규암 향산리 돌로마이트층 | 서창리층 계명산층 향산리 돌로마이트층 대향산층  | 미원층군   | 운교리층 증평층                              | 고운리층 조선 누층군                         | F 층 황강리층              | -                | -                                        |
| 선캄브리아기                    | -                                            | 군자산층 황강리층 창리층 (서창리층+명오리층) 문주리층 | -             | -                                                      | 옥천층군             | 문주리층 황강리층 명오리층 북노리층 서창리층 고운리층 | 계명산층                                 | -                                               | -          | -                                            | -                                            | MV 층                      | 수안보층군       | 고운리층 명오리층 황강리층 문주리층      |
| 선캄브리아기                    | -                                            | 군자산층 황강리층 창리층 (서창리층+명오리층) 문주리층 | -             | -                                                      | 옥천층군             | 문주리층 황강리층 명오리층 북노리층 서창리층 고운리층 | 계명산층                                 | -                                               | -          | -                                            | -                                            | MV 층                      | 충주층군         | 대향산 규암 향산리 돌로마이트층 계명산층 |

### 창리층
보은 지질도폭(1977)에 의하면 청주시 문의면 소전리와 보은군 회인면과 회남면 일대에 넓게 분포하며 문주리층을 정합으로 덮고 마전리층에 의하여 정합으로 덮인다. 본 층은 주로 흑색 점판암으로 구성되고 판상 석회질셰일, 수 매의 암회색, 청회색, 담청회색 결정질석회암 및 청회색 호상석회암으로 구성되고 흑연질셰일이 협재된다.

#### 청석굴
청주시 미원면 운암리(북위 36° 36′ 47.29″ 동경 127° 41′ 09.62″ / 북위 36.6131361°  동경 127.6860056° , 미원면 운암3길 12-16)의 옥화9경 제1경 청석굴 동굴을 구성하는 암석은 창리층(또는 임순복 외의 C층)의 암회색 내지 흑색 세립사암 및 실트스톤, 흑색 셰일 그리고 이들에 협재된 석회암으로 구성되며 배사 습곡과 충상단층이 발달한다.

#### 용소
청주시 미원면 옥화리(북위 36° 36′ 38.66″ 동경 127° 41′ 52.26″ / 북위 36.6107389°  동경 127.6978500° )의 옥화9경 제2경 용소 일대에는 창리층의 절벽 노두(폭 70 m, 높이 10 m)가 드러나 있으며 이곳의 창리층은 암회색 사질천매암으로 구성되고 여러 차례의 변형을 받아 최소 2회 이상의 습곡과 단층이 발달하며 지층은 심하게 교란되어 있다.

#### 천경대
청주시 미원면 옥화리(북위 36° 36′ 54.50″ 동경 127° 42′ 04.51″ / 북위 36.6151389°  동경 127.7012528° )의 옥화9경 제3경 천경대에는 달천 하천변에 창리층의 하식애가 있으며 창리층의 암회색 천매암과 점판암 그리고 석회암으로 구성된 노두에는 여러 차례 중첩된 습곡과 단층 구조를 관찰할 수 있다.

#### 옥화대
청주시 미원면 옥화리(북위 36° 37′ 38.66″ 동경 127° 41′ 52.26″ / 북위 36.6274056°  동경 127.6978500° )의 옥화9경 제4경 옥화대에는 창리층의 암회색 천매암과 점판암, 석회암으로 구성된 하식애가 드러나 있으며 습곡과 단층 구조가 관찰된다.
옥화9경 청석굴과 천경대의 창리층
- 청석굴 부근의 창리층 절벽
- 청석굴 부근 암벽의 습곡구조
- 동굴 전경
- 동굴 내부
- 옥화9경 제3경 천경대

### 백봉리층군 운교리층
미원 지질도폭(1979)에 의하면 미동산층 북서부 청주시 미원면 중북서부, 낭성면 대부분, 가덕면 일부, 문의면 괴곡리 지역에 넓게 분포하며 중간에 아곡 단층에 의해 수평으로 약 1,200 m 변위되었다. 미동산층 남동부에도 일부 분포한다. 운교리층은 충주 지역의 계명산층에 대비되는 것으로 추정된다. 운교리층은 주로 저변성 내지 열변성된 사질암으로 구성되며 니질암과 결정질 판상석회암이 협재된다. 미원 북동부의 본 지층은 암적회색 내지 암갈색의 사질암으로서 흔히 자철석을 함유하여 자성을 띠고 층리가 별로 없다.

### 미동산층
미동산층(PZomi; Paleozoic Midongsan Formation, 米東山層)은 괴산군에서 청주시까지 북동-남서 방향으로 분포하는 지층이다. 표식지는 미원 지질도폭 지역인 청주시 상당구 미원면의 미동산(559 m) 지역이다. 증평 지질도폭(1971)에 의하면 좌구산층군 견운모규질편암층(CEjq)은 괴산군 청안면 장암리, 그리고 증평군 증평읍 율리와 청주시 미원면 대덕리의 경계에 위치한 좌구산(657.7 m) 일대에 분포하며 유백색 규암, 담갈색 또는 회갈색의 (함력)석영편암, 석영-견/백운모편암 등으로 구성된다. 이 지층은 좌구산 일대에서 등사습곡 구조를 보이고 있다.

### 구룡산층
구룡산층은 괴산군에서 보은군까지 북동-남서 방향으로 분포하며 표식지는 보은군 내북면 용수리와 회인면 쌍암리의 경계에 위치한 구룡산(548.7 m)이다. 미원 지질도폭(1979)에 의하면 청주시 상당구 미원면 남동부와 보은군 산외면 북서부, 내북면 대부분 지역, 회인면 동부에 습곡 구조에 의해 띄엄띄엄 분포하고 있으며 중간에 남-북 방향의 아곡 단층과 북서-남동 방향의 염둔리 단층에 의해 절단되어 있다. 천매암, 흑운모편암, 흑색 점판암, 함탄저변성셰일 등으로 구성되며 석회암이 협재된다.

## 쥐라기대보 화강암
대보 화강암은 한국의 옥천대와 경기 육괴에 분포하는 중생대 쥐라기의 화강암이며 전라남도 지역에서 대전광역시와 청주시를 지나 멀리 강릉시와 설악산 지역까지 연장되는 거대한 화강암체이다. 청주시 중심부를 지나는 대보 화강암은 이 거대한 화강암체의 일부이며 남서쪽으로는 대전광역시, 북동쪽으로는 증평군과 음성군을 지나 여주시로 이어지고 차별 침식으로 지형적으로 저지대를 형성한다. 
청주시의 화강암은 병천 지질도폭(1989)에서는 반상 흑운모 화강암, 증평 지질도폭(1977) 및 청주 지질도폭(1974)에서는 반상 화강암, 미원 지질도폭(1977)에서는 청주 화강암으로 명명하였으나 본질적으로 동일한 쥐라기 대보 화강암이다. 
병천 지질도폭(1989)에 의하면 청주시 청원군 북일면, 옥산면, 오창읍 일대에 분포하며 지형적으로 평지 또는 구릉지를 형성하고 대부분 표토층으로 덮여 있어 노두가 별로 없다. 이는 화강암이 다른 암석에 비해 풍화에 약하기 때문이다. 화강암은 선캄브리아기 흑운모 편마암을 관입하며 그 접촉부에서 접촉 변성대를 형성하여 편마암과 유사한 엽리 구조를 나타내는 점이대가 형성되어 있으며 이런 접촉대는 청원군 문백면 다랭이 북부 국도변에서 관찰된다. 청원군 옥산면에 분포하는 반상 화강암은 현미경 하에서 주로 석영, 정장석, 사장석 및 흑운모로 구성되고 저어콘, 자철석이 수반된다.
증평 지질도폭(1977)에 의하면 반상 화강암의 중심부는 중립 내지 조립질, 연변부는 중립 내지 세립질이며 옥천 누층군을 관입하였다. 청주 지질도폭(1974)에 의하면 반상 화강암은 청원군 강내면, 강외면 등지에 분포하며 흑운모 호상편마암과 화강암질 편마암을 관입하였고, 이들에 광역변성작용을 가한 것으로 추정된다. 또한 흑운모 편암을 포획암(Xenolith)으로 가진다. 화강암의 구성 광물은 석영, 정장석, 흑운모, 각섬석 등이며 마그네슘, 칼슘의 수화작용(hydration) 등으로 인하여 풍화가 심하여 토양은 주로 사질 토양을 형성하고 저지대를 형성한다. 미원 지질도폭(1979)에 의하면 중립 내지 조립질이고 분포지는 지형적으로 저지대를 형성한다. 주요 구성 광물은 석영, 사장석, 정장석, 흑운모 및 각섬석 등이다.

## 단층

### 묘암 단층
묘암 단층(妙巖 斷層)은 청주시 문의면 묘암리에 나타나는 소규모 단층으로 향산리층의 석회암이 변위되어 있다.

### 후곡 단층
후곡 단층(後谷 斷層)은 청주시 문의면 후곡리를 중심으로 남-북 방향으로 발달하는 단층으로 묘암 단층을 절단시키고 있다. 후곡리에서 단층 서측의 향산리층과 동측의 문주리층을 접하게 한다.

## 같이 보기
- 한국의 지질
- 공주 단층
- 청주시